# José Ángel Iribar
José Ángel Iribar (født 1. marts 1943 i Zarautz, Spanien) er en spansk tidligere fodboldspiller (målmand) og -træner og europamester med Spaniens landshold. 
Iribar spillede på klubplan hele 18 år hos Athletic Bilbao, og spillede i alt hele 614 kampe for klubben inden han stoppede sin aktive karriere i 1980. Han vandt Copa del Rey med klubben i både 1969 og 1973, og var desuden med til at nå finalen i UEFA Cuppen i 1977.
For det spanske landshold optrådte Iribar 49 gange. Han debuterede for holdet i en EM-kvalifikationskamp mod Irland 11. marts 1964. Han var med i truppen til slutrunden på hjemmebane samme sommer. Her spillede han begge spaniernes kampe, herunder finalesejren mod Sovjetunionen. To år senere var han med i truppen til VM 1966 i England. Han var med i alle Spaniens tre kampe i turneringen, der endte med exit efter det indledende gruppespil.

## Titler
Copa del Generalísimo
- 1969 og 1973 med Athletic Bilbao

EM
- 1964 med Spanien